# 20371 Ekladyous
A 20371 Ekladyous (ideiglenes jelöléssel 1998 KE30) a Naprendszer kisbolygóövében található aszteroida. A LINEAR projekt keretében fedezték fel 1998. május 22-én.